# Cupa Mondială de Baschet Masculin din 2023 - Grupa F
Grupa F de la Cupa Mondială de Baschet Masculin din 2023 a fost o grupă preliminară din cadrul Cupei Mondiale de Baschet Masculin din 2023 care și-a desfășurat meciurile la Okinawa Arena, Okinawa. Echipele care au făcut parte din această grupă au fost: Capul Verde, Georgia, [Echipa națională de baschet masculin a Sloveniei|Slovenia]] și Venezuela. Fiecare echipă va juca cu fiecare echipă, primele două se vor califica pentru a doua rundă, iar ultimele două pentru stabilirea clasamentului.

## Echipe
| Echipă      | Calificare                        | Calificare        | Apariție | Apariție | Apariție     | Cea mai bună performanță | CM |
| Echipă      | Ca                                | Dată              | Ultima   | Total    | Continuitate | Cea mai bună performanță | CM |
| ----------- | --------------------------------- | ----------------- | -------- | -------- | ------------ | ------------------------ | -- |
| Capul Verde | Cea mai bună echipă de pe locul 3 | 26 februarie 2023 | -        | 1        | 1            | Debut                    | 66 |
| Georgia     | Primele trei locuri din Grupa L   | 26 februarie 2023 | -        | 1        | 1            | Debut                    | 32 |
| Slovenia    | Primele trei locuri din Grupa J   | 14 noiembrie 2022 | 2014     | 4        | 1            | locul 7 (2014)           | 7  |
| Venezuela   | Primele trei locuri din grupa E   | 26 februarie 2023 | 2019     | 5        | 2            | locul 11 (1990)          | 17 |

## Clasament
| Loc | Echipa      | M | V | Î | PM  | PP  | DP  | P | Calificare                               |
| --- | ----------- | - | - | - | --- | --- | --- | - | ---------------------------------------- |
| 1   | Slovenia    | 3 | 3 | 0 | 280 | 229 | +51 | 6 | Avansează în Etapa a doua                |
| 2   | Georgia     | 3 | 2 | 1 | 222 | 207 | +15 | 5 | Avansează în Etapa a doua                |
| 3   | Capul Verde | 3 | 1 | 2 | 218 | 252 | -34 | 4 | Calificare pentru meciurile de clasament |
| 4   | Venezuela   | 3 | 0 | 3 | 219 | 251 | -32 | 3 | Calificare pentru meciurile de clasament |

Legendă:
M = meciuri jucate, V = victorii, Î = înfrângeri, PM = puncte marcate, PP = puncte primite, DP = diferență de puncte, P = puncte

## Meciuri

### Capul Verde vs. Georgia
| 26 august 2023 17:00 |

| Boxscore |

| Capul Verde                                      | 60–85 | Georgia                                                  |
| Scorul pe sferturi: 11–20, 11–28, 15–22, 23–15   |       |                                                          |
| Pt: Mendes 11 Rec: E. Tavares 12 Pase: Da Rosa 6 |       | Pt: Shengelia 16 Rec: Bitadze 11 Pase: Andronikashvili 6 |

### Slovenia vs. Venezuela
| 26 august 2023 20:30 |

| Boxscore |

| Slovenia                                       | 100–85 | Venezuela                                               |
| Scorul pe sferturi: 31–33, 25–18, 22–12, 22–22 |        |                                                         |
| Pt: Dončić 37 Rec: Dončić 7 Pase: Dončić 6     |        | Pt: Sojo 16 Rec: Carrera, Colmenares 4 Pase: Guillent 6 |

### Venezuela vs. Capul Verde
| 28 august 2023 17:00 |

| Boxscore |

| Venezuela                                    | 75–81 | Capul Verde                                                      |
| Scorul pe sferturi: 23–24, 23–9, 20–26, 9–22 |       |                                                                  |
| Pt: Cubillán 15 Rec: Sojo 7 Pase: Cubillán 4 |       | Pt: Betinho 22 Rec: E. Tavares 14 Pase: E. Tavares, W. Tavares 3 |

### Georgia vs. Slovenia
| 28 august 2023 20:30 |

| Boxscore |

| Georgia                                                        | 67–88 | Slovenia                                    |
| Scorul pe sferturi: 17–16, 16–29, 17–18, 17–25                 |       |                                             |
| Pt: Mamukelashvili 21 Rec: Mamukelashvili 7 Pase: Tsintsadze 7 |       | Pt: Dončić 34 Rec: Dončić 10 Pase: Dončić 6 |

### Georgia vs. Venezuela
| 30 august 2023 17:00 |

| Boxscore |

| Georgia                                                     | 70–59 | Venezuela                                             |
| Scorul pe sferturi: 24–19, 18–4, 17–21, 11–15               |       |                                                       |
| Pt: Shengelia 25 Rec: Bitadze 11 Pase: Sanadze, Shengelia 3 |       | Pt: Colmenares 16 Rec: Colmenares 12 Pase: Guillent 7 |

### Slovenia vs. Capul Verde
| 30 august 2023 20:30 |

| Boxscore |

| Slovenia                                       | 92–77 | Capul Verde                                          |
| Scorul pe sferturi: 24–21, 21–17, 24–17, 23–22 |       |                                                      |
| Pt: Dončić 19 Rec: Dončić 7 Pase: Dončić 9     |       | Pt: Betinho 17 Rec: E. Tavares 10 Pase: E. Tavares 5 |